# Харченко, Борис Дмитриевич
Бори́с Дми́триевич Ха́рченко (13 января 1927, станица Старокорсунская Краснодарского края — 21 февраля 1985, Ленинград) — советский живописец и педагог, член Ленинградского Союза художников.

## Биография
Борис Дмитриевич Харченко родился 13 января 1927 года в станице Старокорсунская Краснодарского края в рабочей семье. В 1931 с родителями переехал в город Нальчик, где окончил среднюю школу. В 1943 поступил в Тбилисскую Академию художеств. В 1944 перевёлся на первый курс в Ленинградский институт живописи, скульптуры и архитектуры имени И. Е. Репина. Занимался у Михаила Бернштейна, Генриха Павловского, Александра Зайцева. В 1945 женился на выпускнице архитектурного факультета института Плетнёвой Раисе Степановне. В 1950 году окончил институт по мастерской профессора Бориса Иогансона с присвоением квалификации художника живописи. Дипломная картина — «И. В. Сталин в подпольной типографии». В том же году картина была отмечена первой премией Художественного фонда СССР.
В 1950—1952 занимался в аспирантуре. С 1952 начал преподавать в ЛИЖСА живопись, рисунок и композицию. С 1950 года участвовал в выставках, экспонируя свои работы вместе с произведениями ведущих мастеров изобразительного искусства Ленинграда. Писал жанровые картины, пейзажи, этюды с натуры. В 1950 году был принят в члены Ленинградского Союза советских художников.
Среди произведений, созданных Б. Харченко, картины «Украинский пейзаж» (1949), «Пляж на Волге» (1951), «На Украине», «Портрет конюха колхоза „Свобода“ Андреева», «Портрет сторожа колхоза Ленинский путь И. Юргенсон», «Портрет колхозницы Ф. Соломиной» (все 1954), «Караван-Сарай», «Самарканд. Улица», «Март», «Дагестанец», «Натюрморт» (все 1955), «Портрет художника Э. Арцруняна»(1957), «Семеиз. Пляж», «Гурзуф. Пристань», «После смены», «Шахтёр из Горловки Иван Штыба» (все 1958), «Автопортрет с моделью» (1959), «Донбасс. 1905-й год», «Молодёжь Донбасса после смены» (обе 1960), «Чабаны» (1961), «Мать. Дагестан», «В Донбассе» (обе 1964) и другие. В 1989—1992 годах работы Б. Д. Харченко с успехом были представлены на выставках и аукционах русской живописи L' Ecole de Leningrad во Франции.
Скончался 21 февраля 1985 года в Ленинграде на 59-м году жизни. 
Произведения Б. Д. Харченко находятся в музеях и частных собраниях в России и за рубежом.

## Выставки
- 1954 год (Ленинград): Весенняя выставка произведений ленинградских художников.
- 1955 год (Ленинград): "Весенняя выставка произведений ленинградских художников".
- 1956 год (Ленинград): Осенняя выставка произведений ленинградских художников.
- 1957 год (Ленинград): 1917 - 1957. Выставка произведений ленинградских художников, .
- 1958 год (Ленинград): Осенняя выставка произведений ленинградских художников.
- 1960 год (Ленинград): Выставка произведений ленинградских художников.
- 1960 год (Москва): Советская Россия. Республиканская художественная выставка.
- 1961 год (Ленинград): «Выставка произведений ленинградских художников» .
- 1964 год (Ленинград): Ленинград. Зональная выставка.
- 1976 год (Москва): Изобразительное искусство Ленинграда.